# Encyocrypta mckeei
Encyocrypta mckeei là một loài nhện trong họ Barychelidae. Loài này phân bố ờ Nouvelle-Calédonie.